# Ballada (film)
Ballada – polski film animowany (wycinankowy) dla dzieci z roku 1974 w reżyserii Lechosława Marszałka i z jego scenariuszem.
Film powstał na podstawie utworu Czesława Janczarskiego Ballada o burmistrzance. Jest to historia o zakutym w zbroję rycerzu, którego swoją dobrocią ożywiła kasztelanka niezwykłej urody.
Za oprawę plastyczną filmu została nagrodzona Halina Filek na Festiwalu Filmów dla Dzieci w Poznaniu.